# Lac-onderdrukker
De lac-onderdrukker (Engels: lac repressor) is een enzym dat de afbraak van lactose tegenhoudt zolang er voor de bacterie voldoende suiker aanwezig is. Wanneer de glucose opraakt en er veel lactose aanwezig is wordt de lac-onderdrukker uitgeschakeld en komt de omzetting van lactose in glucose door het lac-operon opgang.
Van het DNA wordt het boodschapper-RNA (mRNA) afgelezen. Vervolgens worden eiwitten aangemaakt.
Cellen moeten echter weten welke eiwitten er nodig zijn. Er zijn daarom regulerende moleculen, die beschouwd kunnen worden als voormannen in een fabriek. Ze letten op de omgeving en sturen signalen naar de cel. Een bevorderaar (enhancer) vertelt de cel dat die een bepaalde stof moet gaan aanmaken en een onderdrukker (repressor) geeft aan dat de cel de productie van deze stof moet minderen. 
De eerste stap voor de productie is het aanmaken van RNA. Hiervoor gaat het enzym RNA-polymerase een bepaald stukje DNA aflezen en wordt het boodschapper-RNA gemaakt. Het enzym RNA-polymerase kan als een auto worden voorgesteld en het DNA als de snelweg. Voor het maken van een bepaald eiwit moet de auto op een bepaalde plaats de oprit naar de snelweg nemen en bij de volgende afrit er weer af. De actieve onderdrukker is voor te stellen als een rood verkeerslicht bij de oprit. De bevorderaar (enhancer) kan als er weinig glucose aanwezig is het stoplicht op groen zetten.
De lac-onderdrukker werkt doordat het twee vormen kan aannemen. In een van deze twee vormen kan het zich vastmaken aan het DNA en zo het enzym RNA-polymerase blokkeren. Elektrostatische krachten houden de lac-onderdrukker op zijn plaats. Wanneer er lactose aanwezig is haakt de onderdrukker zich aan de lactose vast en gaat de onderdrukker in de andere vorm over, waardoor het loslaat van het DNA. De technische term voor deze vormveranderingen wordt "allosterische signaaltransductie" genoemd.